# Departamento de Transporte de Wyoming
El Departamento de Transporte de Wyoming (en inglés: Wyoming Department of Transportation, WYDOT) es la agencia estatal gubernamental encargada en la construcción y mantenimiento de toda la infraestructura ferroviaria, carreteras estatales; así como sus autopistas federales, locales e interestatales, y transporte aéreo del estado de Wyoming. La sede de la agencia se encuentra ubicada en Cheyenne, Wyoming y su actual director es John Cox.